# Google Pixel Buds
Los Google Píxel Buds son audífonos inalámbricos desarrollados y comercializados por Google. Fueron lanzados el 4 de octubre de 2017 en el evento de lanzamiento “Made by Google” y estuvieron inmediatamente disponibles para preordenar por $159 (dólares) en la Google Store. Tienen el Asistente de Google integrado y el soportan el Traductor de Google.
La característica distintiva de los Píxel Buds es la inclusión del Asistente de Google, un asistente de voz inteligente. Esto permite a los earbuds traducir conversaciones en tiempo real mientras están conectados a un teléfono celular, entre otras características estándar como búsqueda web y la conectividad de medios de comunicación.
La recepción del Píxel Buds fue mayoritariamente negativa, con gran parte de la crítica dirigida hacia su aparentemente mal diseño.